# 牧達之
牧 達之（まき たつゆき、1872年8月1日（明治5年6月27日）- 1946年（昭和21年）2月2日）は、日本の陸軍軍人。最終階級は陸軍中将。

## 履歴
石川県出身。牧達安の長男として生まれる。1894年（明治27年）7月、陸軍士官学校（5期）を卒業。同年9月29日、歩兵少尉に任官。1901年（明治34年）5月、歩兵大尉に昇進し仙台陸軍地方幼年学校生徒監から歩兵第41連隊中隊長に転任。1907年（明治40年）11月、歩兵少佐に進級し歩兵第11連隊付となる。1914年（大正3年）8月、歩兵中佐に進み歩兵第11連隊付となる。1916年（大正5年）4月、高知連隊区司令官に就任し、1917年（大正6年）8月、歩兵大佐に昇進した。
1918年（大正7年）7月、歩兵第21連隊長に転じ、1920年（大正9年）4月、歩兵第75連隊長に就任した。1922年（大正11年）6月、陸軍少将に進級し歩兵第30旅団長となる。1924年（大正13年）8月、近衛歩兵第1旅団長に転じ、1925年（大正14年）5月、近衛師団司令部付となる。
1926年（大正15年）7月、陸軍中将に進み第5師団長に親補された。1928年（昭和3年）8月に待命となり、同月、予備役編入となった。

## 栄典
位階
- 1916年（大正5年）11月20日 - 従五位[9]
- 1921年（大正10年）12月10日 - 正五位[10]
- 1928年（昭和3年）9月28日 - 正四位[11]

勲章
- 1926年（大正15年）4月26日 - 勲二等瑞宝章[12]